# Sala de jantar

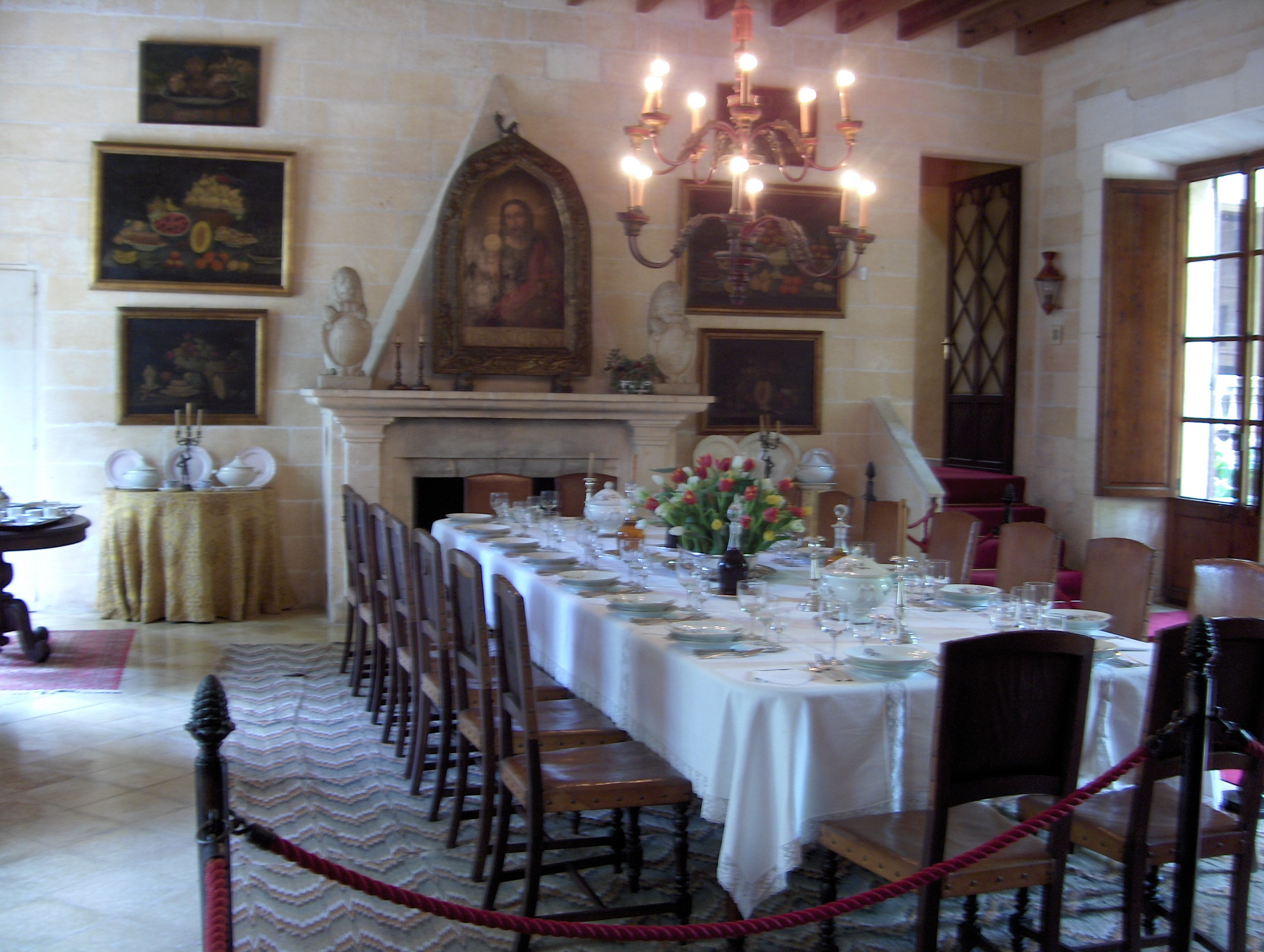
Sala de jantar em uma mansão senhorial.

Copa ou sala de jantar é uma sala onde pessoas costumam se reunir para consumir alimentos coletivamente, desde durante um jantar propriamente dito ou qualquer outra refeição do dia.
Há indícios que as refeições são feitas em mesas desde 3 mil anos antes de Cristo. Desde o Egito Antigo e Mesopotâmia, passando pelos costumes árabes e muçulmanos, os jantares são servidos na mesa. Os materiais dessas mesas foram de acordo com cada região, desde mesas de madeira talhada, com metal ou marfim incrustados à mesas de pedras.

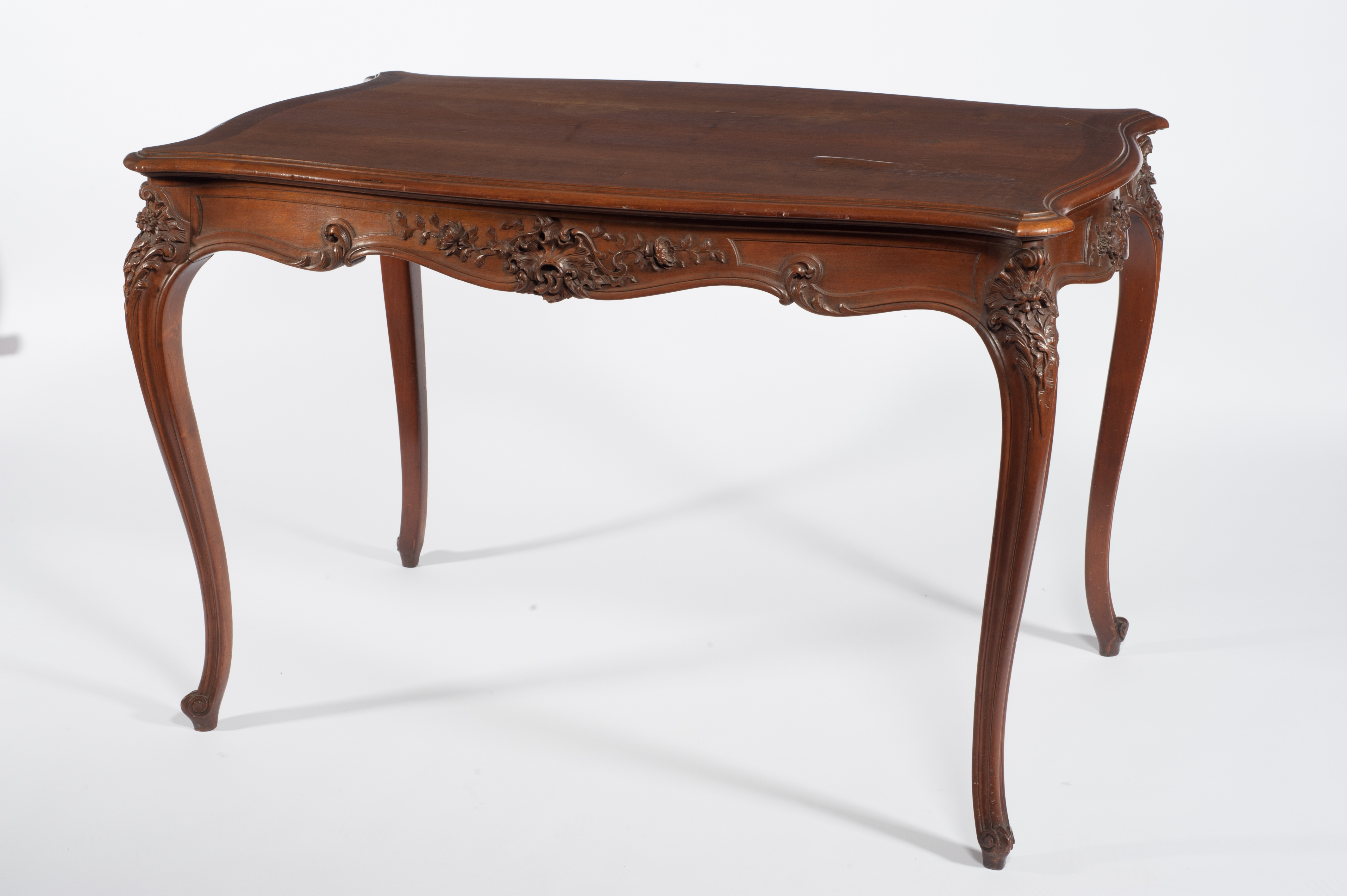
Mesa simples de jantar de madeira, parte do acervo do Museu Paulista.

Adquirindo esse costume de utilizar as mesas, com o tempo algumas culturas utilizavam a sala de jantar para criar elo entre nações e deixar claro uma hierarquia social.
Durante a pandemia de COVID-19, os refeitórios que ainda existiam eram usados como escritórios domésticos ou salas de aula e eram valiosos para seu isolamento.

## Uso clássico
No período clássico, Jantares era um elo forte entre seus soberanos e dependentes.
Nos anfitriões gregos, montavam mesas individuais na frente de cada convidado, e que em cada mesa, servia uma refeição. E tinha uma cadeira que se chamava klismo, com encostos curvos, assento trançado e pés em forma de sabre. E as mesas usadas para comer eram pequenas e podiam ser guardadas por debaixo do leito quando não estavam em uso. Em geral as mesas eram pequenas e baixas, muitas vezes de bronze com 3 ou 4 pés.
O triclinium romano – sala de jantar composta por três sofás, ou chaises – era focado em banquetes: escravos montavam mesas e sofás em formato de “U”. E para os romanos, comer e beber em conjunto foi um de seus mais significativos rituais sociais, inextrincavelmente entrelaçado ao tecido da vida pública e doméstica.

## Uso contemporâneo
Uma típica sala de jantar norte-americana conterá uma mesa com cadeiras dispostas ao longo das laterais e extremidades da mesa, bem como outras peças de mobiliário, como aparadores e armários de porcelana, conforme o espaço permitir.
Na Austrália, o uso de uma sala de jantar ainda prevalece, embora não seja uma parte essencial do design moderno de uma casa. Para a maioria, é considerado um espaço a ser usado durante ocasiões formais ou comemorações. Casas menores, como nos EUA e Canadá, usam uma barra de café da manhã ou mesa colocada dentro dos limites de uma cozinha ou sala de estar para as refeições.